# AggregateIQ
AggregateIQ (AIQ) je kanadská firma se zaměřením na politické poradenství, online-reklamu a vývoj software a technologií se sídlem ve Viktorii v Britské Kolumbii. Tato firma se soustřeďuje na vytváření digitálních nástrojů pro politické kampaně. AIQ byla založena v roce 2013 kanadskými politickými pracovníky Zackem Massinghamem (bývalým administrátorem na univerzitě) a Jeffem Silvesterem. Silvester pracoval jako federální člen parlamentu a Massingham spoluvytvářel kampaň pro politika Mike de Jonga. Na myšlence týkající se založení AIQ se měl dle vlastních slov podílet také Christopher Wylie, který popsal AIQ jako vývojáře softwaru pro společnost Cambridge Analytica. K únoru 2017 společnost zaměstnávala 20 lidí a její sídlo bylo ve Viktorii (Britská Kolumbie).  Její jméno se objevuje v tisku v souvislosti s aférou týkající se firmy Cambridge Analytica a její mateřské společnosti SCL. 

## Aktivity

### Politické kampaně
První kontrakt AIQ s SCL proběhl v roce 2013 a jednalo se o politické kampaně v Trinidadu a Tobagu.
Další kampaní byla kampaň týkající se odchodu Velké Británie z EU, tzv. Brexit, který se uskutečnil v roce 2016. Vote Leave (Hlasování Opustit), které vedlo úspěšnou kampaň Brexit, vynaložilo na AggregateIQ podstatnou část svého digitálního rozpočtu 3,9 milionu liber (5,5 milionu dolarů).
AIQ pracovala také na ukrajinských volbách, které proběhly v roce 2019.

#### Volební kampaně politiků
John Bolton, dříve než se stal národním bezpečnostním poradcem Donalda Trumpa, tak měl nasmlouvanou AIQ. Služeb AIQ využívali také senátoři Thom Tillis a Ted Cruz. AIQ vytvořila platformu Ripon, která sloužila společnosti Cambridge Analytica jako kampaňová počítačová platforma, která byla široce využívána např. při kampani senátora Cruze.

## Spolupráce AggregateIQ a Cambridge Analytica resp. SCL
Dle slov Christophera Wylieho pracoval AggregateIQ pro SCL zhruba od 2013 do 2016.  Wylie dále uvedl, že Cambridge Analytica spolupracovala s AIQ v rámci prezidentských voleb v Nigérii, roce 2015, v této době obdržela AIQ kompromat od Cambridge Analytica, který měla dále distribuovat. 
AggregateIQ zveřejnil 21. března 2018 na svých stránkách, že nikdy neměl přístup k informacím od Facebooku ani k databázím, které  byly získány nesprávným způsobem firmou Cambridge Analytica. 24. března 2018 bylo toto prohlášení na stránkách AggregateIQ smazáno. Cambridge Analytica tvrdila, že nikdy svá data nesdílela se společností AggregateIQ.
AggregateIQ a SCL spolupracovaly na vytváření platformy Ripon, což je systém, který integruje psychografický algoritmus Cambridge Analytica s online reklamní platformou pro politické kampaně. 

## Zajímavosti
AggregateIQ nasadila svou aplikaci také do Breitbart News.-